# Siemion Wiengierow

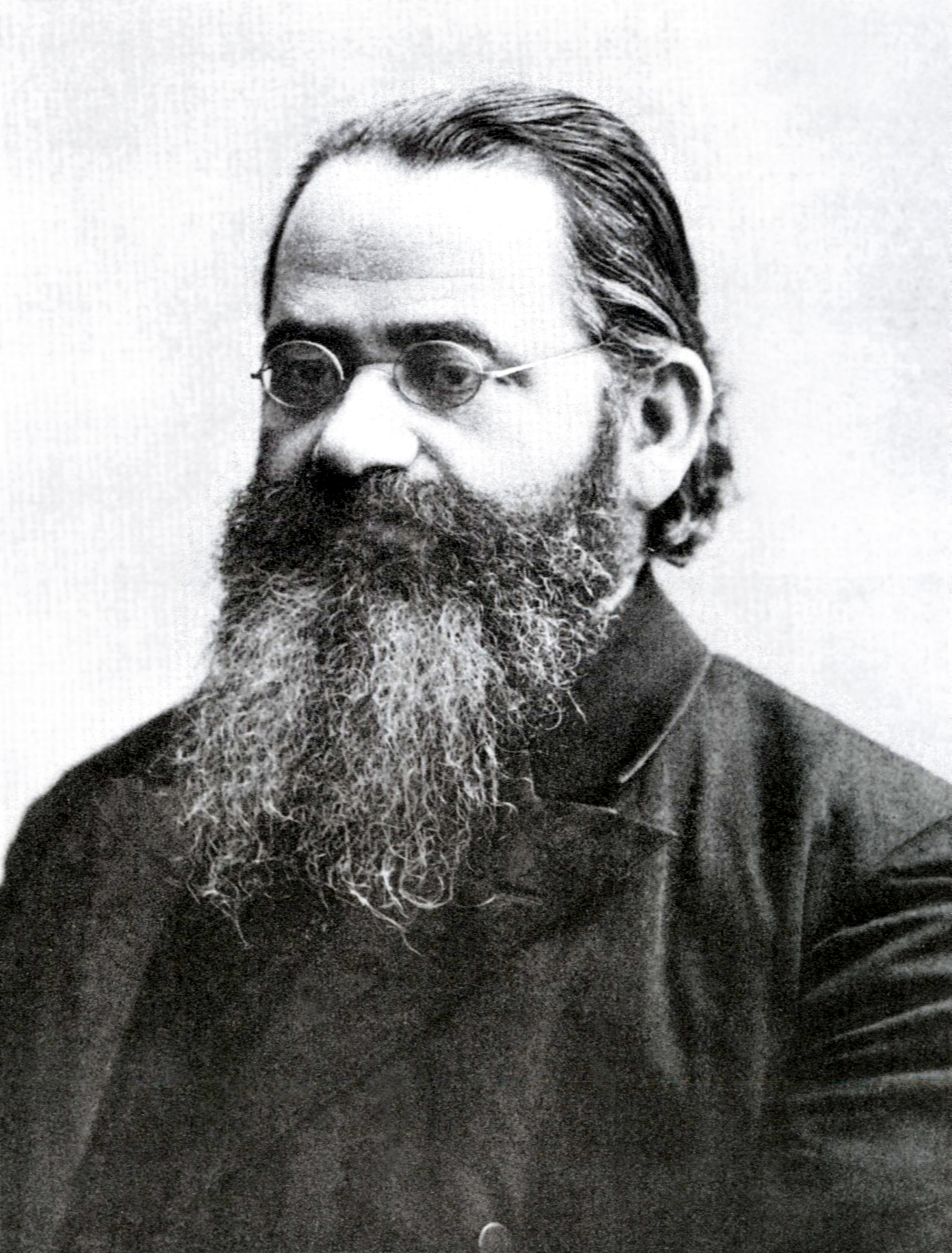
Siemion Afanasjewicz Wiengierow

Siemion Afanasjewicz Wiengierow (ros. Семён Афанасьевич Венгеров, ur. 5(17) kwietnia 1855 Łubnie – zm. 14 września 1920 Moskwa) – rosyjski historyk literatury i myśli społecznej, bibliograf.
Absolwent Wydziału Prawa Uniwersytetu Petersburskiego (1879) i Wydziału Historyczno-Filologicznego uniwersytetu w Jurjewie (ob. Tartu, 1880). Autor licznych monografii poświęconych dziejom literatury rosyjskiej, zwłaszcza twórczości klasyków. Był redaktorem działu literatury Słownika Encyklopedycznego Brockhausa i Efrona, redagował również serię „Biblioteka wydawnictwa Swietocz” (1906-08), wydając m.in. dzieła zakazane do czasów rewolucji 1905 r. Opracowywał zaopatrzone komentarzami wydania dzieł Puszkina, Byrona, Moliera, Szekspira, Schillera w serii „Biblioteka wielkich pisarzy” wydawnictwa Brockhaus i Efron. Przygotował pierwsze zbiorowe wydanie dzieł Wissariona Bielinskiego (11 t., 1900–17). Był organizatorem i pierwszym prezesem Rosyjskiej Izby Książki.
Wiengierow jest autorem wielu podstawowych prac biobibliograficznych, które w większości, zakrojone na wielką skalę, pozostały nieukończone. Są to: Kritiko-biograficzeskij słowar' russkich pisatielej i uczenych (6 t., 1889–1904; doprowadzony do litery B, wyszła także niewielka liczba haseł zaczynających się na pozostałe litery alfabetu); Priedwaritielnyj spisok russkich pisatielej i uczenych i pierwyje o nich sprawki (2 t., 1915–1918, do hasła „Pawłow”); Istoczniki słowaria russkich pisatielej (4 t., 1900–1917, do hasła „Niekrasow”); nieukończona rosyjska bibliografia narodowa Russkije knigi (3 t., 1895–1899, do hasła „Wawiłow”); Russkaja poezija (7 zeszytów, 1893–1901) – najpełniejsza antologia i biobibliograficzny słownik poetów rosyjskich XIX w. Prace te, niezależnie od ich fragmentaryczności, zachowują do dziś znaczenie.
Wiengierow pozostawił po sobie cenne archiwum biobibliograficzne – kartotekę z ok. 2 mln zapisów, 3 500 autobiografii i ok. 35 000 jednostek materiałów ikonograficznych. Spuścizna ta jest przechowywana w Instytucie Literatury Rosyjskiej Rosyjskiej Akademii Nauk.